# Рудник Монте-Арджентаріо

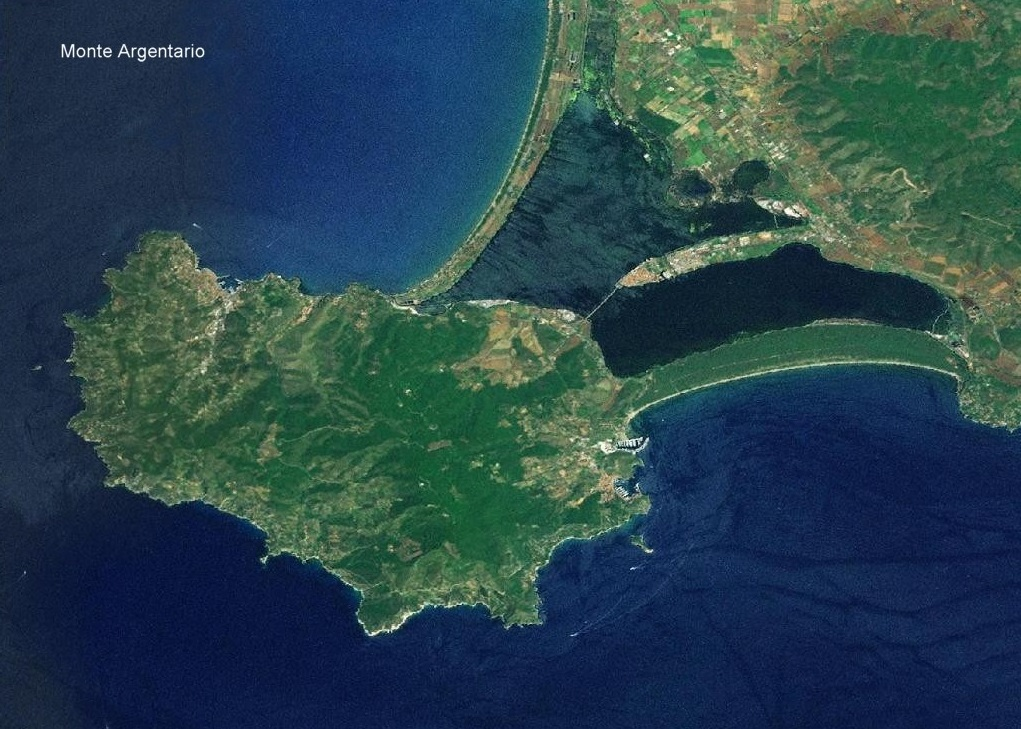
Вид гори Монте-Арджентаріо з космосу. Рудник знаходився у її північно-східному секторі, оберненому до лагуни

Рудник Монте-Арджентаріо – колишнє гірничодобувне підприємство, що діяло за вісім десятків кілометрів на південний схід від Пйомбіно на північно-східному схилі гори Монте-Арджентаріо, яка лежить на узбережжі Тоскани та практично відділена від материка лагуною Орбетелло. Копальня також була відома як Терра-Росса (Terra Rossa), Погьо-делле-Польверіє (Poggio delle Polveriere),  Погьо-Мортайо (Poggio Mortaio) та Іль-Пассо (Il Passo).
Дослідження показали, що гірнича активність, спрямована на видобуток заліза, тривала на горі Монте-Арджентаріо ще в епоху етрусків та римлян.
В наші часи велась повномасштабна розробка покладів залізомарганцевих руд (середній вміст заліза та марганцю 30% та 15% відповідно), головними мінералами яких були лімоніт, гематит та оксиди марганцю. В той же час, так і не були залучені до розробки розташовані нижче пласти зі свинцево-цинково-залізною (глибина 100 – 120 метрів нижче рівня моря) та піритово-марганцевою (глибина 200 – 400 метрів нижче рівня моря) мінералізацією.  
Залізомарганцеві руди виявили в 1872 році, а вже у 1874-му місцевий землевласник у партнерстві з англійськими підприємцями почав їх розробку, оскільки характеристики руди гарно пасували до використання у печах Сіменса (мартенівських). Перший час діяльність мала напівсезонний характер – взимку кількість робітників втричі перевищувала літній показник, оскільки теплий сезон був несприятливий через поширення малярії. До 1911-го року відпрацьовували виявлений першим поклад Терра-Росса, допоки роботи не довелось зупинити через досягнення водоносного горизонту.
В 1916-му англійці продали рудник компанії Ilva (італійська металургійна компанія зі штаб-квартирою у Таранто), яка узялась за розробку чотирьох інших покладів («Єлена», «Гульє́льмо», «Енріко» та Поклад № 1).
З 1939-го новим власником стала компанія Ferromin (унаслідок світової економічної кризи 1929–1933 років Ilva збанкрутувала, після чого в 1934-му її активи отримав державний холдинг Istituto per la Ricostruzione Industriale).
В 1944-му під час Другої світової війни зазнав серйозних руйнувань Порто-Сан-Стефано (північне узбережжя Монте-Арджентаріо), через який здійснювався вивіз руди, що відповідним чином вплинуло на діяльність рудника. Втім, після війни він відновив роботу  і в 1952-му досягнув найбільшого річного показника видобутку за всю історію – 40 тисяч тонн. В цей же період були споруджені два нові шахтні стовбури.
В 1958-му копальня видала лише 9 тисяч тонн продукції і це стало останнім роком її діяльності (втім, Ferromin продовжував певні обмежені роботи відкритим способом до 1964-го). Головною причиною закриття стало серйозне погіршення якості руди через збільшення вмісту цинку та глини.
Всього за період з 1874 по 1958 роки з Монте-Арджентаріо вилучили 1,2 млн тонн залізомарганцевої руди.
Наразі на місці колишнього рудника збереглись лише два копра над шахтними стовбурами Іль-Пассо та Погьо-Мортайо, тоді як доступ до самих стовбурів заблокований (можливо відзначити, що через близькість лагуни Орбетелло під час діяльності рудника був потрібен потужний водовідлив, а по завершенні робіт підземні виробітки затопило).